# チェッカー・レコード
チェッカー・レコード (Checker Records) は、1952年にイリノイ州シカゴで、チェス・レコード傘下に設立され、現在は休眠状態になっているアメリカ合衆国のレコードレーベル。このレーベルは、レナードとフィルのチェス兄弟によって設立され、運営されていたが、レナードの死去の少し前の1969年にジェネラル・レコーデッド・テープ (GRT) に売却された。
このレーベルは、もっぱらアフリカ系アメリカ人のアーティストやグループの録音をリリースしていた。
チェッカーのリリースは、
- ブルース（リトル・ウォルター、サニー・ボーイ・ウィリアムソンII）
- リズム・アンド・ブルース（サックス・マラード（英語版）、ジミー・マクラクリン（英語版））
- ドゥーワップ（フラミンゴス（英語版）、ザ・ムーングロウズ）
- ゴスペル（アレサ・フランクリン、ファイヴ・ブラインド・ボーイズ・オブ・ミシシッピ（英語版））
- ロックンロール（ボ・ディドリー、デイル・ホーキンス（英語版））
- ソウル（ジーン・チャンドラー（英語版））

と、幅広いジャンルに及んでいた。
1971年にGRTがチェス・レコード関係のカタログの整理処分を行なった際に、このレーベルは機能を停止した。このレーベルのカタログは、カデット・レコードやチェス・レコードと同様に、ユニバーサル ミュージック グループが所有しており、ゲフィン・レコードとチェスからリリースされている。

## 歴史
チェス・レコードの事業拡大を受け、また、シングルの放送機会を増やすべく、チェス兄弟は傘下の別レーベルとしてチェッカーを立ち上げた。このレーベルからの最初のシングルは、1952年4月に Checker 750 としてリリースされた、サックス・マラードと彼の楽団による「Slow Caboose / Darling, Let's Give Love a Chance」であった。
このレーベルで、初期に最も人気が高かったリトル・ウォルターは、『ビルボード』誌の「トップ・リズム・アンド・ブルース・レコード」（後の Hot R&B/Hip-Hop Songs の前身）のチャートのトップ10に、10曲を送り込んだ。その中には、チャートの首位に立った「Juke」も含まれており、この録音は2008年にグラミーの殿堂入りを果たした。
チェッカーは、エルモア・ジェームス、アーサー・"ビッグ・ボーイ"・クルーダップ（Perry Lee Crudup 名義）、メンフィス・ミニーなど、既に著名であったブルース・ミュージシャンたちのシングルもリリースしたが、いずれも売上は振るわなかった。チェッカーで何とかヒットを出したブルース・ミュージシャンとしてはサニー・ボーイ・ウィリアムソンIIがおり、彼の1955年のシングル「Don't Start Me Talkin'」はチャートの3位まで、1956年の「Keep It to Yourself」は14位まで、1963年の「Help Me」は24位まで上昇した。
1955年3月2日、チェス兄弟は、彼らにとって最初のロックンロールのアーティストとなったボ・ディドリーの吹き込みを行なった。このセッションから生まれた、セルフタイトルのチェッカーでのデビュー・シングル「Bo Diddley」は、R&Bチャートの首位に達し、後に1998年にはグラミーの殿堂入りを果たした。ディドリーがチェッカーからリリースしたシングルの中では、「Who Do You Love?」も2010年にグラミーの殿堂入りとなった。1957年、チェッカーは、デイル・ホーキンスによってロカビリー市場にも参入し、ホーキンスの「Susie Q」はジャンルを超えたクロスオーバーのヒットとなったが、その後のホーキンスのシングルは振るわなかった。
1958年、チェッカーは12インチ33⅓回転のLP盤を初めて手がけ、『the Best of Little Walter』を Checker LP-1428 としてリリースした。

## 所属アーティスト
- スティーヴ・アライモ（英語版）
- フォンテラ・バス（英語版）
- ジャック・ケイシー（英語版）
- ボ・ディドリー
- ジーン・チャンドラー（英語版）
- ウィリー・ディクスン
- ジ・アンコールズ (The Encores)
- ファンタスティック・ヴァイオリネアーズ (The Fantastic Violinaires)
- ファイヴ・ブラインド・ボーイズ・オブ・ミシシッピ（英語版）
- フラミンゴス（英語版）
- アレサ・フランクリン
- ローウェル・フルソン
- リナ・ゴードン (Lena Gordon)
- デイル・ホーキンス（英語版）
- キング・コラックス（英語版）楽団
- J.B.ルノア
- ホール・ジー・マックスウェル（）
- リトル・ミルトン
- サックス・マラード（英語版）楽団
- ジミー・マクラクリン（英語版）
- ボビー・レスター・アンド・ザ・ムーングロウズ
- ボビー・ムーア・アンド・ザ・リズム・エイシス（英語版）
- シックス・ミラー (Six Miller)
- ダニー・オーヴァービー (Danny Overbea)
- モリス・ピジョー楽団 (Moris Pejoe Orchestra)
- アービー・スティッダム（英語版）楽団
- ザ・スチューデンツ（英語版）
- シュガー・ボーイ・アンド・ザ・ケイン・カッターズ
- アル・ファッツ・トーマス (Al Fats Thomas)
- ボビー・タグル (Bobby Tuggle)
- リトル・ウォルター
- サニー・ボーイ・ウィリアムソンII
- ジミー・ウィザースプーン（英語版）